# Шкотски ред
Древни и Прихваћени Шкотски Ред представља сложени систем ритуала од 1 до 33 степена.

## Историја
Додатна три степена описана су 1728. и предложена као надоградња на већ постојеће од стране витеза Ендруа Мајкла Ремзија. Претпоставља се да су они усвојени и успостављени 1747. а поново допуњени 1755. У Француској 1766. у издању Велике Ложе Француске излази књига у којој се описују сви детаљи и ритуали везани за више степене под именом ″Високи степени шкотске масонерије″ , данас нико не спори да је Шкотски ред настао у Француској. Стивен Морен је добио дозволу и патент од Француских масона да успостави више степене у прекоморским земљама. Систем се јако брзо проширио и да би се избегла могућност мењања ритуала на систем од постојећих 25 додаје се још 8 степенова и 1801. у Чарлстону се формира први Врховни Савет. Прокламован је и мото ″Ред у хаосу″ (енгл. Order from chaos) и овај Врховни Савет се данас води као зачетник свих осталих у свету. 

### Степени који припадају регуларној Масонерији
Прва три степена су иста три степена регуларне, плаве, масонерије и ритуал се не ради у Шкотском Реду
1° Ученик
2° Помоћник
3° Мајстор Масон

### Степени који припадају само Шкотском Реду
Од следећих 29 степена, од 4-ог до 17-ог се додељују директно без ритуала, 18-и степен се ради цео ритуал, па се опет не раде степени од 19-ог до 29-ог. Степени од 30-ог до 33-ег се опет обављају током пуних церемонија.
4° Тајни Мајстор
5° Савршени Мајстор
6° Лични Секретар
7° Судија
8° Намесник Градње
9° Изабраник од 9
10° Изабраник од 15
11° Савршени Изабраник
12° Велики Мајстор Неимар
13° Краљевски Лук
14° Шкотски Витез Савршенства
15° Витез Мача Истока
16° Принц Јерусалима
17° Витез Истока и Запада
18° Витез Пеликана и Орла и Суверени Принц Ружиног Крста са Хередома
19° Велики Бискуп
20° Древни Велики Мајстор
21° Патријарх Ноакит
22° Принц Либана
23° Шеф Конака
24° Принц Конака
25° Витез Пркосне Змије
26° Принц Милосрђа
27° Вођа Храма
28° Принц Сунца
29° Витез Светог Андреја
30° Велики Изабрани Свети Витез, Витез Црног и Белог Орла
31° Велики Инспектор Инквизитор Командант
32° Врховни Принц Краљевске Тајне
33° Суверени Велики Главни Инспектор

## Познати масони 33. степена
- Ђорђе Вајферт
- Драган Малешевић Тапи